# Kulsvier ved Rold Skov
|  | Denne artikel er oprettet af botten Steenthbot ud fra en ekstern database. Den kan derfor have sproglige fejl eller mangler. Denne skabelon kan fjernes efter kontrol af indholdet. |

Kulsvier ved Rold Skov er en dansk dokumentarisk optagelse fra 1930.

## Handling
Milested, Skørping i Rold skov, Rebild 4. juni 1930.